# Lochan Dubh Cùl na Beinne
Lochan Dubh Cùl na Beinne (dt. „kleiner schwarzer See hinter dem Berg“) ist ein Süßwassersee in der traditionellen Grafschaft Caithness in der schottischen Council Area Highland.

## Beschreibung
Die Umgebung des Sees ist nur sehr dünn besiedelt. Der Weiler Trantlebeg befindet sich rund sechs Kilometer westlich, die Ortschaft Thurso etwa 22 Kilometer nordöstlich. Der Loch Dubh Cùl na Beinne ist nicht durch Straßen erschlossen. Die nächstgelegene Straße ist die durch Trantlebeg verlaufende A897.
Der See liegt auf einer Höhe von 185 Metern über dem Meeresspiegel. Der eiförmige Loch Dubh Cùl na Beinne weist eine maximale Länge von 0,29 Kilometern bei einer maximalen Breite von 0,14 Kilometern auf, woraus sich eine Fläche von sieben Hektar und ein Umfang von einem Kilometer ergeben. Die mittlere Tiefe des Loch Dubh Cùl na Beinne beträgt 4,5 Meter, woraus sich ein Volumen von 310.829 Kubikmetern ergibt. Sein Einzugsgebiet umfasst 96 Hektar und besteht zu etwa 49 % aus Moorland und zu 34 % aus Heideflächen, während Grundwasser 6,8 % des Zuflusses zu Loch Dubh Cùl na Beinne ausmacht. Es erstreckt sich im Wesentlichen nach Norden und Osten.